# Vikýřovice
Vikýřovice település Csehországban, Šumperki járásban. Vikýřovice Šumperk, Petrov nad Desnou, Nový Malín, Hraběšice, Rapotín és Sobotín településekkel határos. Lakosainak száma 2299 fő (2024. január 1.).

## Népesség
A település lakosságának változását az alábbi diagram mutatja:
| Lakosok száma | 1086 | 1444 | 1722 | 1639 | 1799 | 2260 | 2363 | 2354 | 2177 | 2299 |
|               | 1869 | 1900 | 1921 | 1961 | 1980 | 2011 | 2016 | 2019 | 2021 | 2024 |